# Transporte ferroviário em Liechtenstein

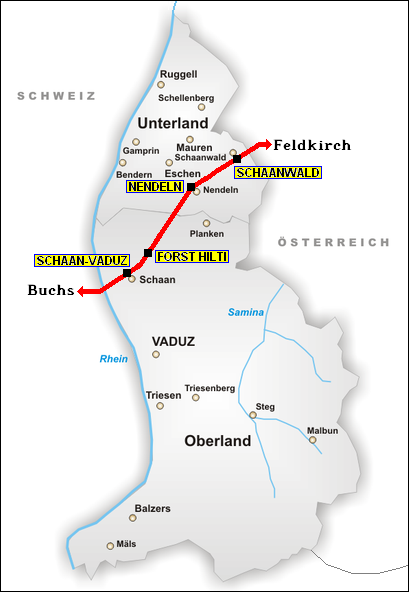
Um mapa do Liechtenstein mostrando a linha ferroviária e as quatro estações

A única linha ferroviária do Liechtenstein é operada pela Austrian Federal Railways. Como tal, representa uma prática do país de cooperar estreitamente com a Suíça, como no caso do principado usar o franco suíço como moeda e a participação em uma área aduaneira comum com o vizinho ocidental. A ferrovia realiza serviços internacionais entre a Áustria e a Suíça, a maioria dos quais circula sem parar pelo principado, embora vários trens de escala local façam escala em três das quatro estações localizadas no Liechtenstein.

## Sistema
O sistema ferroviário do Liechtenstein é pequeno, consistindo de uma linha que liga a Áustria e a Suíça através do Liechtenstein por 9,5 km (5,9 milhas). Esta linha liga Feldkirch, na Áustria, e Buchs, na Suíça. Ele é eletrificado usando o sistema padrão usado na Áustria e na Suíça (15 kV com fiação aérea).

## Estações
O Liechtenstein tem apenas quatro estações ferroviárias na linha Feldkirch-Buchs:
- Schaan-Vaduz (localizado em Schaan, também servindo Vaduz)
- Forst Hilti (localizado na sede da Hilti, no subúrbio norte de Schaan)
- Nendeln (localizado em Nendeln, uma paróquia civil de Eschen)
- Schaanwald (localizado em Schaanwald, uma paróquia civil de Mauren)

Estas estações são servidas por um número limitado de serviços de parada entre Feldkirch, Áustria e Buchs, Suíça: quatro a cinco trens em cada sentido no início da manhã e no final da tarde apenas de segunda a sexta-feira. Embora o EuroCity e outros trens internacionais de longa distância também façam uso da rota, eles não fazem escala nas estações de Liechtenstein. De acordo com o calendário da ÖBB de 2017, o serviço de trens que param na parada não pára mais em Schaanwald.
A maioria dos transportes públicos no Liechtenstein é operada por ônibus, incluindo ligações das estações ferroviárias de Buchs e Sargans, na Suíça, para Vaduz. O Liechtenstein Bus é o principal operador.

## Galeria

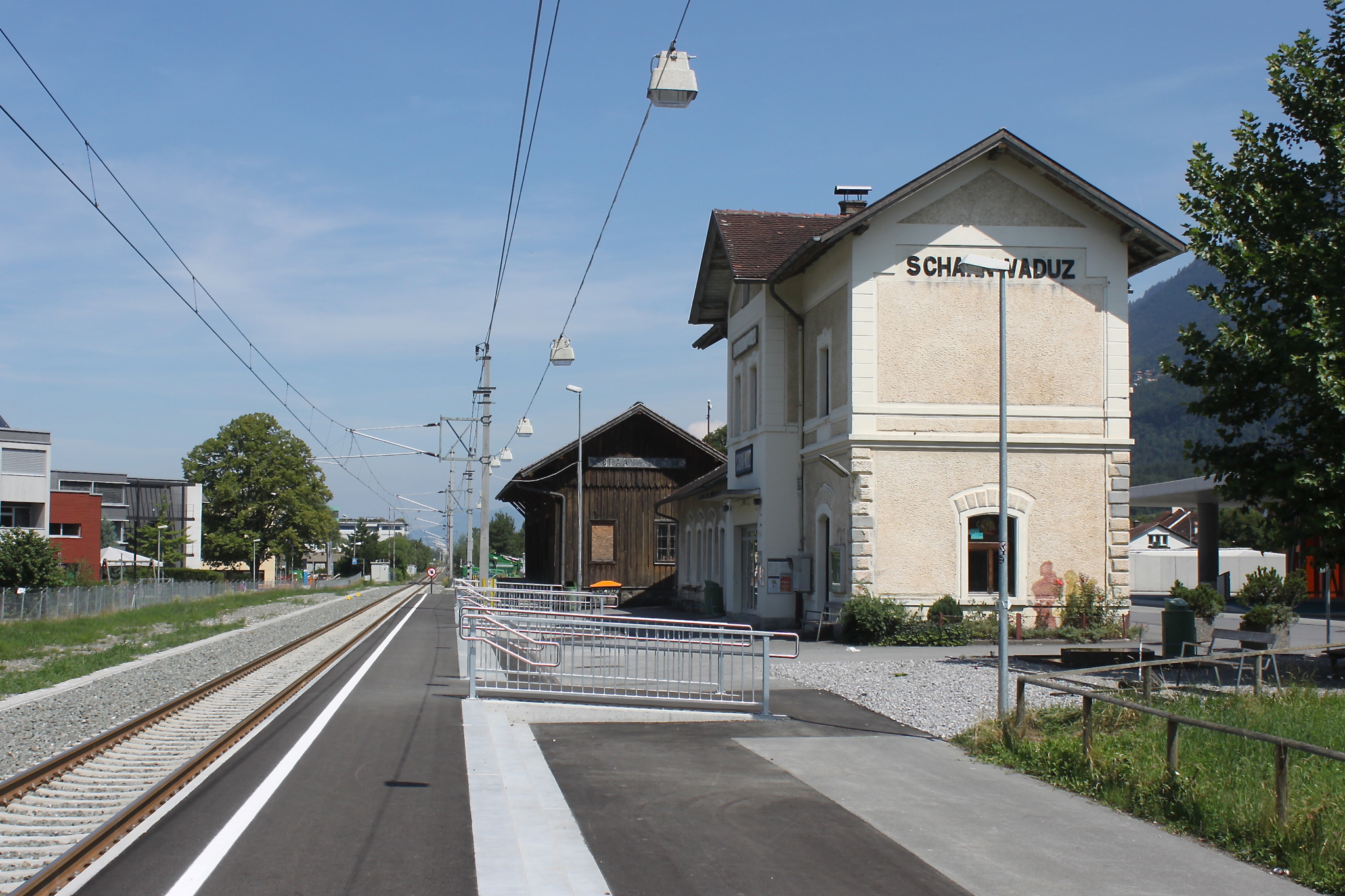
Schaan-Vaduz
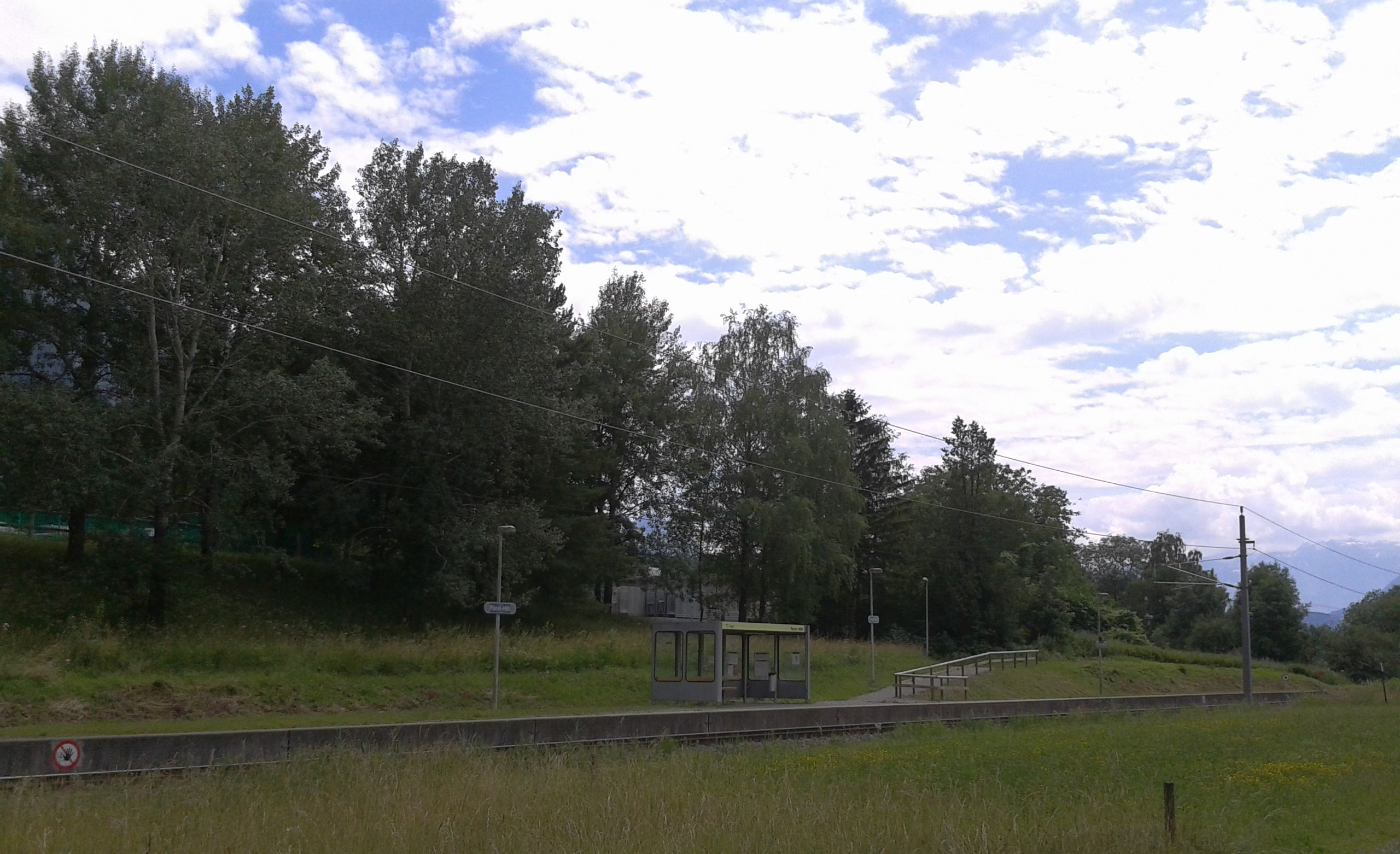
Forst Hilti
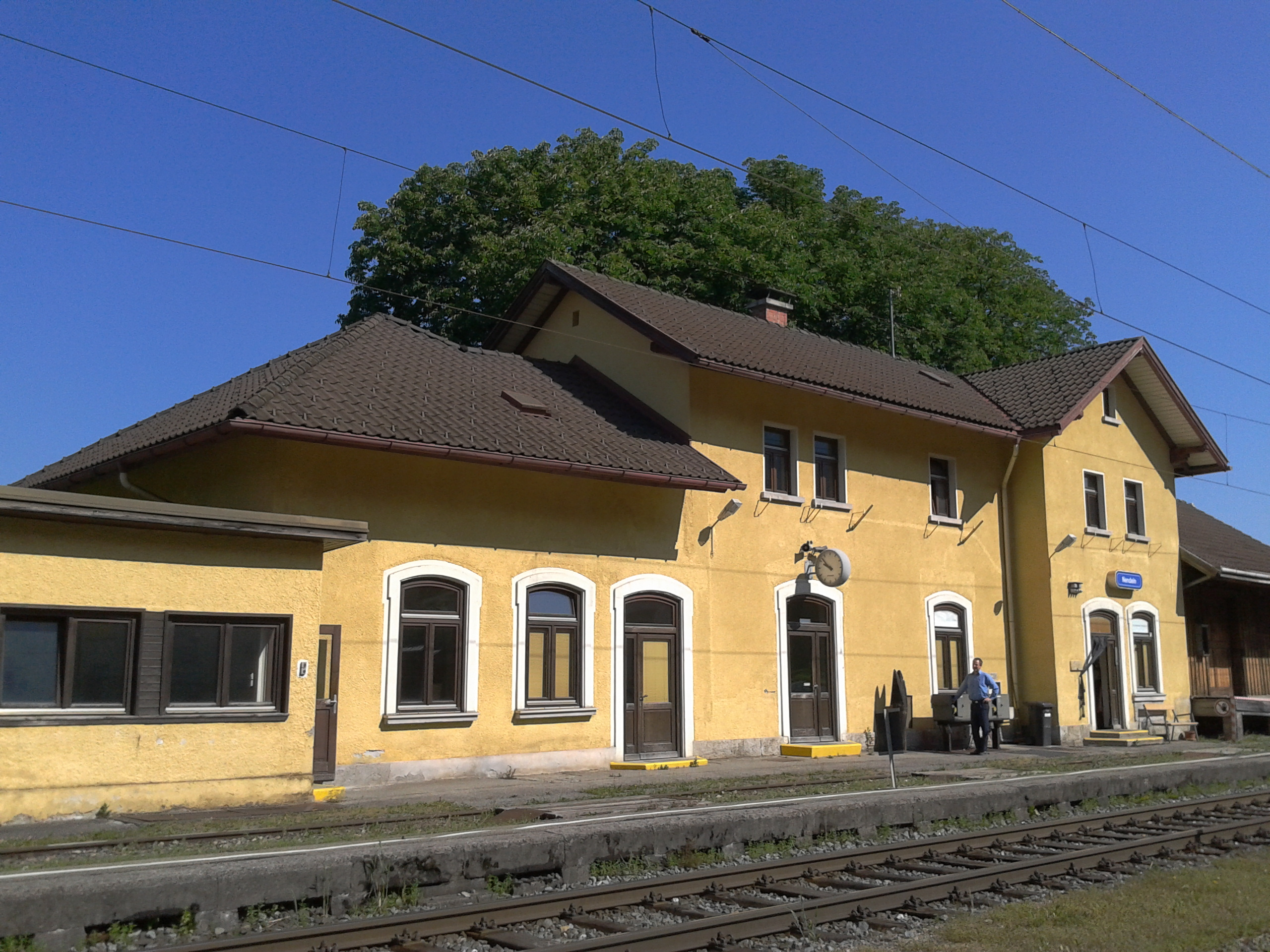
Nendeln
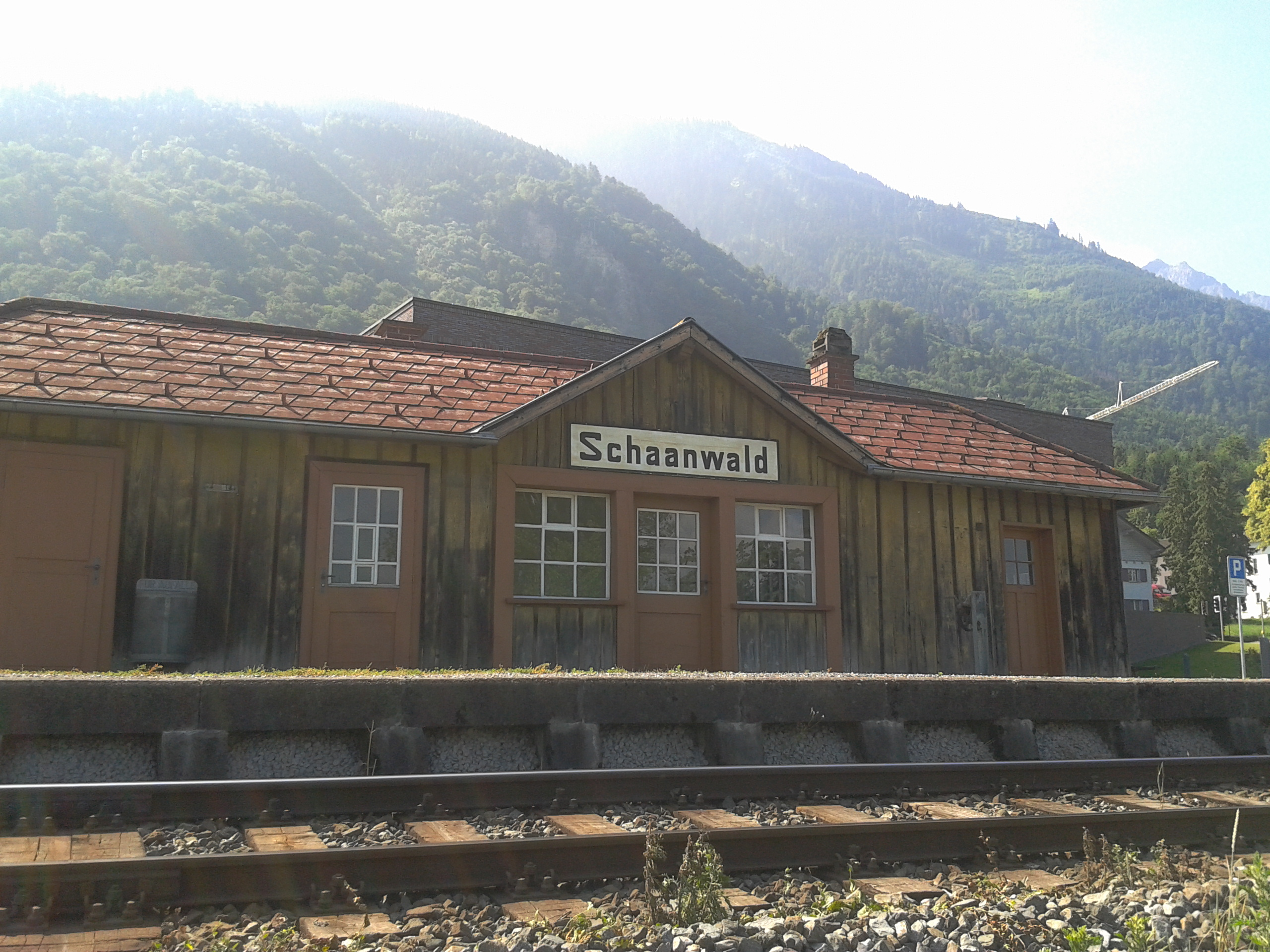
Schaanwald